# Gambsheim
 Gambsheim (en alsacià Gàmbse) és un municipi francès, situat a la regió del Gran Est, al departament del Baix Rin. L'any 1999 tenia 3.858 habitants.
Forma part del cantó de Brumath, del districte de Haguenau-Wissembourg i de la Comunitat de comunes del Pays Rhénan.

## Fills il·lustres
- Ignace Leybach (1817-1891) compositor i organista.

## Demografia
| 1962  | 1968  | 1975  | 1982  | 1990  | 1999  |
| ----- | ----- | ----- | ----- | ----- | ----- |
| 2.834 | 3.142 | 3.813 | 3.948 | 3.707 | 3.858 |

## Administració
| Període | Identitat       | Partit |
| ------- | --------------- | ------ |
| 2001-   | Hubert Hoffmann |        |